# Sarotherodon
Sarotherodon – rodzaj słodkowodnych ryb okoniokształtnych z rodziny pielęgnicowatych (Cichlidae). 
Wszystkie ryby z tego rodzaju są pyszczakami – inkubują ikrę w pysku, przy czym opieką nad potomstwem zajmuje się samiec lub oboje rodzice. Wraz z rodzajami Oreochromis, Iranocichla i Tristramella tworzą takson monofiletyczny.

## Występowanie
Afryka, niektóre gatunki są endemitami.

## Klasyfikacja
Gatunki zaliczane do tego rodzaju:
- Sarotherodon caroli
- Sarotherodon caudomarginatus
- Sarotherodon galilaeus
- Sarotherodon knauerae
- Sarotherodon lamprechti
- Sarotherodon linnellii
- Sarotherodon lohbergeri
- Sarotherodon melanotheron - tilapia wielkogłowa[6]
- Sarotherodon mvogoi
- Sarotherodon nigripinnis – tilapia kongijska[potrzebny przypis]
- Sarotherodon occidentalis
- Sarotherodon steinbachi
- Sarotherodon tournieri

Gatunkiem typowym rodzaju jest Sarotherodon melanotheron.
Badania Julii Schwarzer i jej zespołu wykazały, że Sarotherodon jest taksonem parafiletycznym, obejmującym endemiczne rodzaje jeziora Barombi Mbo (Konia, Myaka, Pungu i Stomatepia). Autorzy przyznają, że nie udało się im wykazać głębszych relacji filogenetycznych.